# جام یوروامریکانا ۲۰۱۵
جام یوروامریکانا ۲۰۱۵ سومین نسخه از جام یوروامریکانا بود، یک تورنمنت دوستانه فوتبال مردان که توسط دایرکت‌تی‌وی ایجاد شد. این دوره از ۲۸ مه تا ۱ اوت ۲۰۱۵ در مکان‌های مختلف در سراسر آمریکای جنوبی برگزار شد. شش تیم از کونمبول و یوفا در مسابقات شرکت کردند. آمریکای جنوبی با نتیجه ۳–۱ قهرمان جام شد و اروپا را شکست داد.

## فرمت
هر مسابقه به مدت ۹۰ دقیقه برگزار می‌شد. در صورت تساوی بعد از ۹۰ دقیقه، برنده از طریق ضربات پنالتی مشخص می‌شد. به تیم برنده هر مسابقه یک امتیاز تعلق گرفت و کنفدراسیونی که بیشترین امتیاز را در پایان مسابقات کسب کرده بود قهرمان اعلام شد.
| کنفدراسیون | تیم           |
| ---------- | ------------- |
| کونمبول    | بارسلونا      |
| کونمبول    | دپورتیوو کالی |
| کونمبول    | پنیارول       |
| کونمبول    | سن لورنسو     |
| یوفا       | اسپانیول      |
| یوفا       | مالاگا        |

## ورزشگاه‌ها
| بوئنوس آیرس         | کالی                  | گوایاکیل          | مونته‌ویدئو       |
| ------------------- | --------------------- | ----------------- | ---------------- |
| ورزشگاه پدرو بیدگین | ورزشگاه دپورتیوو کالی | ورزشگاه مونومنتال | ورزشگاه سنتناریو |
| آرژانتین            | کلمبیا                | اکوادور           | اروگوئه          |
| گنجایش: ۴۳,۹۹۵      | گنجایش: ۵۵,۰۰۰        | گنجایش: ۵۹,۲۸۳    | گنجایش: ۶۵,۲۳۵   |
|                     |                       |                   |                  |

## مسابقات
| آمریکای جنوبی امتیاز: ۳ | اروپا امتیاز: ۱ |

| بارسلونا  | ۱–۰   | اسپانیول |
| --------- | ----- | -------- |
| - ورا ۶۰' | گزارش |          |

| دپورتیوو کالی                         | ۳–۲   | مالاگا                |
| ------------------------------------- | ----- | --------------------- |
| - کاسیرا ۴۸' - بندتی ۵۸' - موریلو ۸۵' | گزارش | - چارلز ۱۶' - چوپ ۶۰' |

| سن لورنسو                                            | ۰–۰   | مالاگا                                  |
| ---------------------------------------------------- | ----- | --------------------------------------- |
|                                                      | گزارش |                                         |
| ضربات پنالتی                                         |       |                                         |
| - الیزاری - فونتانینی - باربارو - کالینسکی - پروسپری | ۴–۳   | - خوانپی - رسیو - دودا - تیسونی - چارلز |

| پنیارول      | ۱–۳   | مالاگا                            |
| ------------ | ----- | --------------------------------- |
| - ایفران ۲۳' | گزارش | - چوپ ۷۲' - دودا ۸۲' - روسالس ۸۸' |

## گلزنان
| رتبه | بازیکن           | باشگاه        | تعداد گل |
| ---- | ---------------- | ------------- | -------- |
| ۱    | دویه چوپ         | مالاگا        | ۲        |
| ۲    | نیکولاس بندتی    | دپورتیوو کالی | ۱        |
| ۲    | متئو کاسیرا      | دپورتیوو کالی | ۱        |
| ۲    | چارلز            | مالاگا        | ۱        |
| ۲    | دودا             | مالاگا        | ۱        |
| ۲    | دیگو ایفران      | پنیارول       | ۱        |
| ۲    | میگل آنخل موریلو | دپورتیوو کالی | ۱        |
| ۲    | روبرتو روسالس    | مالاگا        | ۱        |
| ۲    | واشنگتن ورا      | بارسلونا      | ۱        |